# Kanadský pohár 1976
Kanadský pohár 1976 byla mezinárodní soutěž v ledním hokeji hraná od 2. září do 15. září 1976 v různých městech Severní Ameriky (Montréal, Toronto, Philadelphia, Winnipeg, Ottawa, Quebec). Šlo o vůbec první konaný Kanadský pohár.

## Základní část
| 2. září 1976 | Kanada | 11 – 2          | Finsko |  |
| Ottawa       | Kanada | (4:1, 2:0, 5:1) | Finsko |  |

| Souhrn zápasu | Souhrn zápasu | Souhrn zápasu | Souhrn zápasu                               | Souhrn zápasu |
| ------------- | --- | ------------- | ------------------------------------------- | ------------- |
|               | 03.54 – Richard Martin 06.33 – Bobby Hull 07.11 – Phil Esposito 12.20 – Bobby Hull 23.13 – Reggie Leach 26.06 – Steve Shutt 40.58 – Richard Martin 48.25 – Phil Esposito 51.12 – Richard Martin 51.38 – Gilbert Perreault 55.52 – Darryl Sittler |               | 17.09 – Lasse Oksanen 41.42 – Kari Makkonen |               |

| 3. září 1976 | Švédsko | 5 – 2           | USA |  |
| Toronto      | Švédsko | (5:0, 0:0, 0:2) | USA |  |

| Souhrn zápasu | Souhrn zápasu                                                                                                   | Souhrn zápasu | Souhrn zápasu                               | Souhrn zápasu |
| ------------- | --- | ------------- | ------------------------------------------- | ------------- |
|               | 06.56 – Börje Salming 07.39 – Roland Eriksson 14.16 – Anders Hedberg 15.45 – Juha Widing 19.27 – Tord Lundström |               | 44.21 – Dean Talafous 58.24 – Dean Talafous |               |

| 3. září 1976 | ČSSR | 5 – 3           | Sovětský svaz |  |
| Montréal     | ČSSR | (2:0, 1:1, 2:2) | Sovětský svaz |  |

| Souhrn zápasu | Souhrn zápasu | Souhrn zápasu | Souhrn zápasu                                                           | Souhrn zápasu |
| ------------- | --- | ------------- | ----------------------------------------------------------------------- | ------------- |
|               | 12.09 – Milan Nový 19.21 – František Pospíšil 39.38 – Milan Nový 44.33 – Bohuslav Šťastný 53.06 – Vladimír Martinec |               | 21.07 – Alexandr Malcev 44.00 – Helmuts Balderis 53.59 – Vladimir Kovin |               |

| 5. září 1976 | Švédsko | 3 – 3           | Sovětský svaz |  |
| Montréal     | Švédsko | (2:0, 1:1, 2:2) | Sovětský svaz |  |

| Souhrn zápasu | Souhrn zápasu                                                    | Souhrn zápasu | Souhrn zápasu                                                            | Souhrn zápasu |
| ------------- | ---------------------------------------------------------------- | ------------- | ------------------------------------------------------------------------ | ------------- |
|               | 07.48 – Ulf Nilsson 13.12 – Börje Salming 57.28 – Anders Hedberg |               | 29.42 – Sergej Kapustin 49.46 – Helmuts Balderis 51.24 – Sergej Kapustin |               |

| 5. září 1976 | ČSSR | 8 – 0           | Finsko |  |
| Toronto      | ČSSR | (1:0, 3:0, 4:0) | Finsko |  |

| Souhrn zápasu | Souhrn zápasu | Souhrn zápasu | Souhrn zápasu | Souhrn zápasu |
| ------------- | --- | ------------- | ------------- | ------------- |
|               | 10.34 – Vladimír Martinec 24.11 – Josef Augusta 31.22 – Bohuslav Ebermann 39.21 – Jiří Bubla 40.24 – Milan Nový 50.24 – Jiří Bubla 55.26 – Milan Chalupa 59.00 – Jaroslav Pouzar |               |               |               |

| 5. září 1976 | Kanada | 4 – 2           | USA |  |
| Montréal     | Kanada | (3:0, 0:2, 1:0) | USA |  |

| Souhrn zápasu | Souhrn zápasu                                                                          | Souhrn zápasu | Souhrn zápasu                           | Souhrn zápasu |
| ------------- | -------------------------------------------------------------------------------------- | ------------- | --------------------------------------- | ------------- |
|               | 04.47 – Phil Esposito 12.51 – Pete Mahovlich 18.15 – Bobby Hull 59.47 – Darryl Sittler |               | 30.33 – Fred Ahern 36.39 – Steve Jensen |               |

| 7. září 1976 | Sovětský svaz | 11 – 3          | Finsko |  |
| Montréal     | Sovětský svaz | (4:2, 4:1, 3:0) | Finsko |  |

| Souhrn zápasu | Souhrn zápasu | Souhrn zápasu | Souhrn zápasu                                                        | Souhrn zápasu |
| ------------- | --- | ------------- | -------------------------------------------------------------------- | ------------- |
|               | 03.27 – Alexandr Malcev 07.19 – Viktor Žluktov 09.14 – Viktor Žluktov 13.49 – Vladimir Repněv 25.11 – Viktor Žluktov 26.42 – Alexandr Malcev 28.55 – Sergej Kapustin 30.12 – Viktor Žluktov 49.09 – Vladimir Vikulov 56.25 – Vladimir Vikulov 57.12 – Vladimir Kovin |               | 03.57 – Pekka Rautakallio 18.23 – Kari Makkonen 23.09 – Matti Hagman |               |

| 7. září 1976 | USA | 4 – 4           | ČSSR |  |
| Filadelfie   | USA | (0:0, 4:2, 0:2) | ČSSR |  |

| Souhrn zápasu | Souhrn zápasu                                                                             | Souhrn zápasu | Souhrn zápasu                                                                    | Souhrn zápasu |
| ------------- | ----------------------------------------------------------------------------------------- | ------------- | -------------------------------------------------------------------------------- | ------------- |
|               | 25.21 – Alan Hangsleben 28.35 – Craig Patrick 29.26 – Craig Patrick 31.02 – Robbie Ftorek |               | 21.06 – Ivan Hlinka 30.13 – Jiří Bubla 45.30 – Ivan Hlinka 54.06 – Josef Augusta |               |

| 7. září 1976 | Kanada | 4 – 0           | Švédsko |  |
| Toronto      | Kanada | (1:0, 2:0, 1:0) | Švédsko |  |

| Souhrn zápasu | Souhrn zápasu                                                                  | Souhrn zápasu | Souhrn zápasu | Souhrn zápasu |
| ------------- | ------------------------------------------------------------------------------ | ------------- | ------------- | ------------- |
|               | 04.12 – Bobby Hull 31.11 – Bob Gainey 39.40 – Marcel Dionne 50.26 – Bob Gainey |               |               |               |

| 9. září 1976 | Finsko | 8 – 6           | Švédsko |  |
| Winnipeg     | Finsko | (1:3, 4:2, 3:1) | Švédsko |  |

| Souhrn zápasu | Souhrn zápasu | Souhrn zápasu | Souhrn zápasu | Souhrn zápasu |
| ------------- | --- | ------------- | --- | ------------- |
|               | 14.51 – Matti Rautiainen 22.21 – Matti Hagman 24.12 – Kari Makkonen 28.02 – Tapio Levo 34.35 – Juhani Tamminen 42.55 – Lasse Oksanen 52.55 – Lasse Oksanen 54.24 – Juhani Tamminen |               | 10.15 – Björn Johansson 16.55 – Anders Hedberg 17.16 – Inge Hammarström 22.04 – Mats Åhlberg 30.56 – Roland Eriksson 57.14 – Roland Eriksson |               |

| 9. září 1976 | USA | 0 – 5           | Sovětský svaz |  |
| Filadelfie   | USA | (0:3, 0:1, 0:1) | Sovětský svaz |  |

| Souhrn zápasu | Souhrn zápasu | Souhrn zápasu | Souhrn zápasu | Souhrn zápasu |
| ------------- | ------------- | ------------- | --- | ------------- |
|               |               |               | 04.39 – Boris Alexandrov 10.39 – Boris Alexandrov 13.54 – Viktor Žluktov 22.41 – Vladimir Vikulov 57.46 – Vladimir Repněv |               |

| 9. září 1976 | Kanada | 0 – 1           | ČSSR |  |
| Montréal     | Kanada | (0:0, 0:0, 0:1) | ČSSR |  |

| Souhrn zápasu | Souhrn zápasu | Souhrn zápasu | Souhrn zápasu                                           | Souhrn zápasu |
| ------------- | ------------- | ------------- | ------------------------------------------------------- | ------------- |
|               |               |               | 55.41 – Milan Nový - anketa nejslavnější gól - rok 1976 |               |

| 11. září 1976 | USA | 6 – 3           | Finsko |  |
| Montréal      | USA | (0:2, 4:0, 2:1) | Finsko |  |

| Souhrn zápasu | Souhrn zápasu | Souhrn zápasu | Souhrn zápasu                                                        | Souhrn zápasu |
| ------------- | --- | ------------- | -------------------------------------------------------------------- | ------------- |
|               | 27.20 – Fred Ahern 32.29 – Robbie Ftorek 36.03 – Mike Milbury 39.48 – Robbie Ftorek 48.03 – Bill Nyrop 50.04 – Mike Polich |               | 17.12 – Seppo Repo 19.45 – Harri Linnonmaa 55.55 – Pekka Rautakallio |               |

| 11. září 1976 | Švédsko | 2 – 1           | ČSSR |  |
| Québec        | Švédsko | (0:0, 0:1, 2:0) | ČSSR |  |

| Souhrn zápasu | Souhrn zápasu                               | Souhrn zápasu | Souhrn zápasu             | Souhrn zápasu |
| ------------- | ------------------------------------------- | ------------- | ------------------------- | ------------- |
|               | 50.31 – Börje Salming 57.41 – Börje Salming |               | 31.03 – Vladimír Martinec |               |

| 11. září 1976 | Kanada | 3 – 1           | Sovětský svaz |  |
| Toronto       | Kanada | (2:1, 1:0, 0:0) | Sovětský svaz |  |

| Souhrn zápasu | Souhrn zápasu                                                    | Souhrn zápasu | Souhrn zápasu            | Souhrn zápasu |
| ------------- | ---------------------------------------------------------------- | ------------- | ------------------------ | ------------- |
|               | 07.08 – Gilbert Perreault 17.02 – Bobby Hull 37.33 – Bill Barber |               | 10.22 – Vladimir Vikulov |               |

## Tabulka základní části
| Pořadí | Stát    | Počet zápasů | Výhry | Remízy | Prohry | Skóre   | Body |
| ------ | ------- | ------------ | ----- | ------ | ------ | ------- | ---- |
| 1      | Kanada  | 5            | 4     | 0      | 1      | 22 : 6  | 8    |
| 2      | ČSSR    | 5            | 3     | 1      | 1      | 19 : 9  | 7    |
| 3      | SSSR    | 5            | 2     | 1      | 2      | 23 : 14 | 5    |
| 4      | Švédsko | 5            | 2     | 1      | 2      | 16 : 18 | 5    |
| 5      | USA     | 5            | 1     | 1      | 3      | 14 : 21 | 3    |
| 6      | Finsko  | 5            | 1     | 0      | 4      | 16 : 42 | 2    |

## Finále
| 13. září 1976 | Kanada | 6 – 0           | ČSSR |  |
| Toronto       | Kanada | (4:0, 0:0, 2:0) | ČSSR |  |

| Souhrn zápasu | Souhrn zápasu | Souhrn zápasu | Souhrn zápasu | Souhrn zápasu |
| ------------- | --- | ------------- | ------------- | ------------- |
|               | 01.05 – Gilbert Perreault 07.56 – Denis Potvin 13.34 – Bobby Orr 17.01 – Guy Lafleur 51.35 – Bobby Orr 59.59 – Darryl Sittler |               |               |               |

| 15. září 1976 | Kanada | 5 – 4 po prodloužení | ČSSR |  |
| Montréal      | Kanada | (2:0, 0:1, 2:3, 1:0) | ČSSR |  |

| Souhrn zápasu | Souhrn zápasu                                                                                                   | Souhrn zápasu | Souhrn zápasu                                                                           | Souhrn zápasu |
| ------------- | --- | ------------- | --------------------------------------------------------------------------------------- | ------------- |
|               | 01.25 – Gilbert Perreault 03.09 – Phil Esposito 47.48 – Bobby Clarke 57.48 – Bill Barber 71.33 – Darryl Sittler |               | 29.44 – Milan Nový 42.14 – Jaroslav Pouzar 55.01 – Josef Augusta 56.00 – Marián Šťastný |               |

## Soupisky účastníků
- Kanada  [1]
- Brankář – Rogatien Vachon • Gerry Cheevers • Glenn Resch
- Obránci – Guy Lapointe • Bobby Orr • Serge Savard • Denis Potvin • Larry Robinson • Jimmy Watson
- Útočníci – Bill Barber • Guy Lafleur • Gilbert Perreault • Reggie Leach • Rick Martin • Marcel Dionne • Bobby Clarke • Phil Esposito • Bobby Hull • Darryl Sittler • Bob Gainey • Pete Mahovlich • Steve Shutt • Lanny McDonald • Danny Gare.
- Trenér: Scotty Bowman
- Sovětský svaz  [2]
- Brankář – Vladislav Treťjak • Michail Vasiljonok • Viktor Zinger
- Obránci – Alexandr Gusev • Sergej Babinov • Valerij Vasiljev • Vladimir Krikunov • Zinetula Biljaletdinov • Vladimir Lutčenko • Alexander Kulikov
- Útočníci – Sergej Kapustin • Vladimir Vikulov • Alexandr Malcev • Boris Alexandrov • Vladimir Kovin • Alexandr Skvorcov • Jurij Lebeděv • Viktor Žluktov • Viktor Šalimov • Vladimir Repněv • Alexander Golikov • Valerij Bělousov • Helmuts Balderis • Viktor Kuzněcov
- Trenér: – Viktor Tichonov
- Švédsko [3]
- Brankář – Hardy Åström • Göran Högosta
- Obránci – Tommy Bergman • Björn Johansson • Lars-Erik Sjöberg • Mats Waltin • Stig Salming • Börje Salming • Lars-Erik Esbjörs • Stig Östling
- Útočníci – Tord Lundstrom • Ulf Nilsson • Inge Hammarström • Lars-Erik Eriksson • Anders Hedberg • Roland Eriksson • Juha Widing • Mats Ahlberg • Dan Labraaten • Per-Olov Brasar • Kjell-Arne Wikström • Lars-Goran Nilsson • Willy Lindström
- Trenér: – Hans Lindberg
- USA [4]
- Brankář – Mike Curran • Pete LoPresti
- Obránci – Mike Milbury • Lou Nanne • Bill Nyrop • Rick Chartraw • Gary Sargent • Mike Christie • Lee Fogolin
- Útočníci – Robbie Ftorek • Dean Talafous • Craig Patrick • Warren Williams • Curt Bennett • Fred Ahern • Mike Polic • Alan Hangsleben • Harvey Bennett • Steve Jensen • Joe Norris • Gerry O'Flaherty • Doug Palazzari • Danny Bolduc
- Trenér: – Bob Palford
- Finsko [5]
- Brankář – Antti Leppänen • Markus Mattsson
- Obránci – Timo Nummelin • Pekka Rautakallio • Heikki Riihiranta • Tapio Flink • Tapio Levo • Timo Saari • Lasse Litma • Jouni Peltonen
- Útočníci – Matti Hagman • Kari Makkonen • Veli-Pekka Ketola • Pertti Koivulahti • Lasse Oksanen • Juhani Tamminen • Seppo Repo • Tapio Koskinen • Matti Rautiainen • Harri Linnonmaa • Esa Peltonen • Jorma Vehmanen • Hannu Kapanen • Jouni Rinne
- Trenér: – Lasse Heikkilä
- ČSSR  [6]
- Brankář – Vladimír Dzurilla • Jiří Holeček • Pavol Svitana
- Obránci – Oldřich Machač • František Pospíšil • Jiří Bubla • Milan Kajkl • Miroslav Dvořák • František Kaberle • Milan Chalupa • Vladimír Šandrik
- Útočníci – Milan Nový • Vladimír Martinec • Jiří Novák • Bohuslav Šťastný • Ivan Hlinka • Jiří Holík • Marián Šťastný • Bohuslav Ebermann • Josef Augusta • Jaroslav Pouzar • František Černík • Peter Šťastný • Karel Holý • Pavel Richter.
- Trenér: – Karel Gut • Ján Starší

## Kanadské bodování
| Hráč              | Z | G | A | B |
| ----------------- | - | - | - | - |
| Viktor Žluktov    | 5 | 5 | 4 | 9 |
| Bobby Orr         | 7 | 2 | 7 | 9 |
| Denis Potvin      | 7 | 1 | 8 | 9 |
| Bobby Hull        | 7 | 5 | 3 | 8 |
| Milan Nový        | 7 | 5 | 3 | 8 |
| Gilbert Perreault | 7 | 4 | 4 | 8 |
| Vladimír Vikulov  | 4 | 4 | 3 | 7 |
| Börje Salming     | 5 | 4 | 3 | 7 |
| Phil Esposito     | 7 | 4 | 3 | 7 |
| Alexandr Malcev   | 5 | 3 | 4 | 7 |
| Vladimír Martinec | 7 | 3 | 4 | 7 |

## All-star team
- Brankář: Rogatien Vachon – (Kanada)
- Obránci: Börje Salming – (Švédsko); Bobby Orr – (Kanada)
- Útočníci: Darryl Sittler – (Kanada); Milan Nový – (ČSSR); Alexandr Malcev – (SSSR)

- Nejlepším hráčem turnaje – Bobby Orr – (Kanada)
- Nejlepší hráči jednotlivých týmů:
  - Kanada – Rogie Vachon
  - ČSSR – Milan Nový
  - Finsko – Matti Hagman
  - Švédsko – Börje Salming
  - USA – Robbie Ftorek
  - SSSR – Alexandr Malcev